# Percy Daggs III

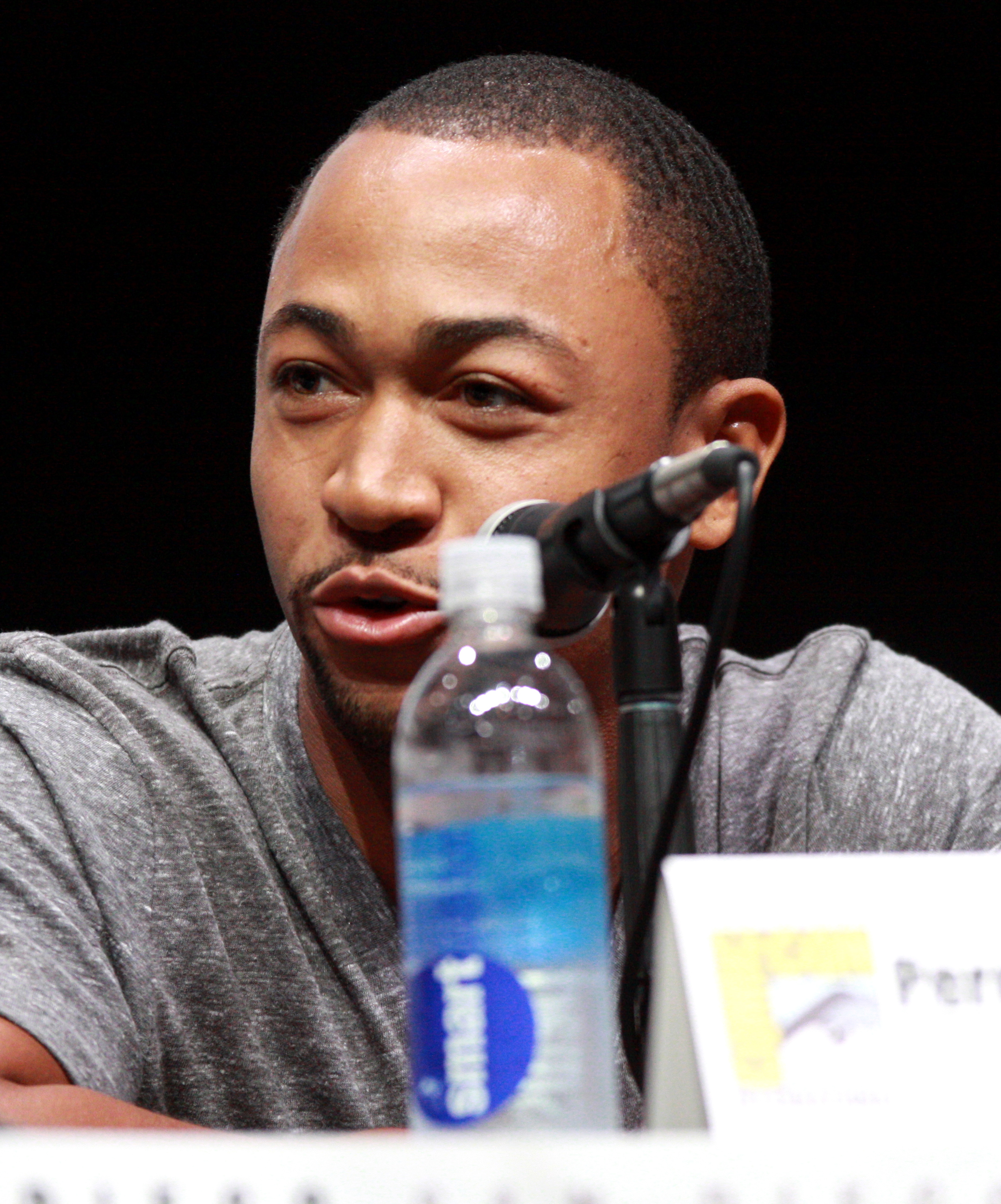
Percy Daggs III bei der Comic-Con 2013

Percy Daggs III (* 20. Juli 1982 in Long Beach, Kalifornien) ist ein US-amerikanischer Schauspieler. Daggs ist vor allem durch seine Rolle als Wallace Fennel in der Fernsehserie Veronica Mars bekannt geworden.

## Leben
Percy Daggs III wuchs mit seinen drei Geschwistern Cardin, Selena und Rueben Daggs in Long Beach, Kalifornien auf, wo er erst die Hughes Middle High School besuchte und anschließend einen Abschluss an der Long Beach Polytechnic High School machte. Daggs begann bereits mit 14 Jahren zu schauspielern und trat seither in 25 Werbespots auf und arbeitete so unter anderem mit Shaquille O’Neal zusammen. Der erste Film bei dem Daggs 2001 mitwirkte, Bluehill Avenue, gewann den ersten Platz des African American Film Festival. 2004 erschien Daggs in der Realityserie MTV Made in einer Folge, in der Percys Schwester Selena die Kandidatin war. 
Zumeist ist Daggs in Fernsehserien zu sehen, so mit Episodenrollen in Serien wie Voll daneben, voll im Leben, Boston Public oder Southland. Von 2004 bis 2007 spielte Daggs in der UPN-Fernsehserie Veronica Mars in einer der Hauptrollen als Wallace Fennel. Diese Rolle nahm er im gleichnamigen Film von 2014 und der vierten Staffel der Serie von 2019 erneut auf.
Daggs ist Vater von Kinderdarsteller Percy Daggs IV. Beide spielten 2019 gemeinsam in einer Folge von Undone, Daggs IV spielte in der Serie wiederkehrend als Vorschulkind Oliver mit, während Daggs III in dieser Folge als Vater eines anderen Kindes auftrat.

## Filmografie
- 1998: Alabama Dreams (Any Day Now, Folge 1x05 Flecken auf der weißen Weste)
- 1998: In guten wie in schlechten Tagen (To Have & To Hold, Folge 1x05 Eine verhängnisvolle Affäre)
- 2000: Voll daneben, voll im Leben (Freaks and Geeks, Folge 1x05 Von Zahlen und anderen Qualen)
- 2001: Blue Hill Avenue (Film)
- 2002: The Nightmare Room (Folge 1x10)
- 2002: Family Law (Folge 3x16 Der Lehrertest)
- 2002: New York Cops – NYPD Blue (NYPD Blue, Folge 9x21)
- 2002–2003: Boston Public (Folge 3x03 Vollgas, Folge 3x18 Im Rampenlicht)
- 2004: MTV Made (Folge 5x01)
- 2004–2007, 2019: Veronica Mars (69 Folgen)
- 2008: American Son (Film)
- 2008: In Plain Sight – In der Schusslinie (In Plain Sight, Folge 1x07 Nur ein Augenblick)
- 2008: Raising the Bar (Folge 1x02)
- 2011: Southland (Folge 3x04)
- 2011: Detention – Nachsitzen kann tödlich sein (Detention, Film)
- 2014: Veronica Mars (Film)
- 2015: iZombie (Folge 1x09)
- 2015–2017: The New Adventures of Peter and Wendy (23 Folgen)
- 2019: Undone (Folge 1x03)